# Naked and Afraid
Naked and Afraid (bra: Largados e Pelados) (prt: Aventura à Flor da Pele) é um reality show americano que estreou no Discovery Channel. Cada episódio narra a vida de dois sobreviventes que se encontram pela primeira vez e recebem a tarefa de sobreviver em um lugar inóspito completamente pelados por 21 dias. Cada sobrevivente pode trazer um item útil, como um facão ou uma pederneira de magnésio. Depois de se encontrarem no local designado, os parceiros devem construir um abrigo e encontrar água e comida.

## Sinopse
Os eventos que acontecem com cada dupla de sobreviventes é contada em apenas um episódio. Os parceiros são levados para um local já designado na selva e então se encontram pela primeira vez. Aos sobreviventes, é dada uma espécie de bolsa de couro ou sacola, e dentro está contido um diário pessoal do sobrevivente, uma câmera — que é usada no modo infravermelho quando a equipe de filmagem não está na selva à noite — e um mapa. Todos eles vestem um colar idêntico, com uma pérola no centro que é um microfone que têm um fio conectado a um transmissor de áudio sem fio escondido na sacola. Cada sobrevivente é liberado a levar apenas um item que o ajude na selva, tais como um isqueiro ou um machado. Como já citado, existe uma equipe de filmagem que acompanha a dupla de sobreviventes durante o dia, e essa equipe de filmagem é liberada a intervir apenas em casos extremos, como em um caso de emergência médica. Qualquer um dos sobreviventes é livre para desistir durante qualquer um dos 21 dias de sobrevivência, mas, caso não desista, no 21º dia de sobrevivência eles são resgatados por um helicóptero ou barco em um ponto de extração já escolhido no mapa. No decorrer do episódio, os telespectadores veem as estatísticas de quantos dias já se passaram, a temperatura e a hora. No fim de cada episódio, uma equipe de juízes avalia os sobreviventes, dando-lhes uma nota baseada na Avaliação de Sobrevivência Primitiva (Primitive Survival Rating), onde são expostos temas como experiência e sanidade mental no decorrer dos 21 dias.

## Produção

### Locais
Abaixo uma tabela de onde os episódios foram filmados:
| Continente       | Locais (Temporada) |
| ---------------- | --- |
| África           | África do Sul (7), Botswana (3), Madagascar (2), Namíbia (3, 5, 6), Tanzânia (1)                                                                                     |
| Ásia             | Cambodja (3), Filipinas (5, 6) Índia (3, 4), Malásia (1, 2), Maldivas (1), Tailândia (4, 6)                                                                          |
| América Central  | Costa Rica (1), Nicarágua (3, 4, 6, 9), Panamá (1, 5, 7, 9),Bahamas (3, 8), Belize (2, 5, 6, 7, 8), Trinidad e Tobago (7), República Dominicana (3), Honduras (6, 9) |
| América do Norte | Canadá (6), Estados Unidos (1, 4, 6, 7, 8, 9), México (4, 9) |
| Europa           | Croácia (6, 8), Reino Unido (7) |
| América do Sul   | Argentina (3), Bolívia (2), Brasil (3, 9), Equador (7, 8), Peru (2), Colombia (4, 6, 7) Guiana (4)                                                                   |
| Oceania          | Austrália (6, 7), Fiji (2) |

### Chamada de Participantes
No dia 31 de julho de 2013, a Discovery Channel, via conta no Twitter, postou uma chamada intitulada de "survive the 21-day challenge" (sobreviva ao desafio de 21 dias), a fim de procurar participantes para o reality.

## Largados e Pelados: A Tribo
É um spin-off de Largados e Pelados. As regras são as mesmas usadas em Largados e Pelados, com poucas diferenças. Um grupo de pessoas devem sobreviver por 40 dias em um ambiente selvagem, cada uma pode levar um item de sobrevivência. Os competidores são proibidos de levar comida, água ou roupas como itens de sobrevivência. Também haverá uma equipe de câmeras que irá registrar os momentos e só poderão interferir em caso de emergência médica. Eles são separados em grupos iniciais de três componentes no decorrer do desafio podem se juntar ou não com outras equipes até o fim do desafio. Todos os competidores são veteranos de Largados e Pelados desistentes ou participantes que chegaram até o fim de seus desafios.

### Temporada 1 (2015)
A temporada foi gravada na Colômbia. Os participantes são:
- Alana Barfield, que competiu em Fiji
- Chris Fischer, que competiu na República Dominicana
- Dani Julien, que competiu nas Bahamas - Saiu por escolha própria.
- Danielle Beau, que competiu na Colômbia
- EJ Snyder, que competiu na Tanzânia e na Amazônia (PER)
- Eva Rupert, que competiu em Madagascar
- Hakim Isler, que competiu na Índia - Saiu por problemas médicos.
- Honora Bowen, que competiu no Brasil - Saiu por escolha própria.
- Jeff Zausch, que competiu em Madagascar
- Laura Zerra, que competiu no Panamá e na Amazônia (PER)
- Luke McLaughlin, que competiu na Namíbia
- Shane Lewis, que competiu na Costa Rica - Saiu por problemas médicos.

Resultados: Os grupos foram separados em três integrantes. EJ, Jeff e Hakim; Dani, Laura e Eva; Chris, Honora e Luke; Alana, Danielle e Shane; kim saiu cedo da competição após problemas de saúde, Dani passa dias sozinha até por fim encontrar Laura e Eva. Honora e Shane estão com problemas com seus colegas e esta sai do desafio. Dani, Eva e Laura formam uma equipe com junto de Chris e Luke. Após desentendimentos com sua equipe Shane se junta a Jeff e EJ, os três rumam para perto do ponto de resgate onde encontram a outra equipe. Já Danielle e Alana preparam-se para a jornada e por seguinte se juntam a Dani, Chris, Luke, Laura e Eva. Shane sai da competição por problemas de saúde, deixando EJ e Jeff como uma dupla novamente. Dani também passa a ter problemas com sua equipe por acharem que ela não os ajuda, ela tenta se juntar a Jeff e EJ mas não consegue, o grupo está passando fome enquanto a dupla está indo bem sem fome e problemas de relacionamento. Dani se separa do grupo e após ouvi-los falando dela, Dani sai do desafio. Os dois grupos seguem para o fim do desafio e os 8 competidores restantes completam o desafio.

### Temporada 2 (2016)
A temporada foi gravada na África do Sul. Os participantes são:
- Alyssa Ballestero, que competiu no México
- Angel Rodriguez, que competiu na Nicarágua - Saiu por escolha própria.
- Carrie Booze, que competiu no Camboja - Saiu por escolha própria.
- Clarence Gilmer II, que competiu em Honduras - Saiu por condição médica.
- Darrin Reay, que competiu na Tailândia
- Jake Nodar, que competiu na Amazônia (COL) - Saiu por problemas médicos.
- Kim Kelly, que competiu no Panamá - Saiu por problemas médicos.
- Phaedra Brothers, que competiu na Índia - Retirada por problemas médicos.
- Ryan Holt, que competiu em Everglades (EUA) - Retirado por problemas médicos.
- Stacey Osorio, que competiu na Croácia
- Steven Lee Hall Jr, que competiu no Alabama (EUA)
- Tawny Lynn, que competiu na Flórida (EUA) - Saiu por problemas médicos.

Resultados: Assim como na primeira temporada, houve uma separação de grupos. As equipes são formadas por Angel, Ryan e Steven; Alyssa, Phaedra e Tawny; Carrie, Darrin e Kim; Clarence, Jake e Stacey; Ainda com poucos dias de desafio, Carrie sai por escolha pessoal. Já Jake, Clarence, Stacey, Alyssa, Phaedra e Tawny juntam seus grupos. Kim, Tawny e Clarence adquirem doenças, por consequência Clarence é hospitalizado e abandona o desafio. O grupo masculino está tendo problemas de relacionamento, Ryan e Steven não conseguem se entender enquanto Angel enfrenta outros problemas, apesar de conseguirem comida e abrigo, Angel desiste da competição por motivos pessoais, deixando Ryan e Steven por conta própria. Darrin se esforça para ajudar Kim a continuar no desafio, apesar dela estar doente. O grupo maior tem fome, Tawny continua doente enquanto o restante do grupo tenta desesperadamente conseguir comida. Eles resolvem se separar para encontrarem outros recursos; Alyssa, Jake e Phaedra saem em busca de outras equipes e mais recursos, enquanto Stacey continua no acampamento com Tawny, as duas passam mal ao comerem uma fruta ácida. A relação de Steven e Ryan só tende a piorar. Jake, Alyssa e Phaedra conseguem encontrar Kim e Darrin, os dois se juntam ao grupo e retornam ao acampamento. Com poucos recursos, Steven e Ryan também resolvem se mudar, apesar da relação entre eles não mudar. Stacey e Tawny recebem o restante de seus colegas junto de Kim e Darrin. Ryan e Steven conseguem encontrar eles e os 9 formam um grupo só. As relações não são muito boas, Phaedra, Kim e Tawny continuam doentes apesar de estarem bem melhores. Darrin e Steven rumam ao antigo acampamento de Darrin e Kim para conseguir comida, e após uma atitude de Steven, Darrin junto dos outros competidores o confrontam indo até o antigo acampamento e Steven se isola do grupo. Mais tarde eles o perdoam e Tawny sai do desafio após a doença se agravar, por fim, Ryan decide se separar da 'tribo' parte sozinho no desafio. Ele consegue pegar frutas e um lagarto, enquanto o restante continuou no mesmo acampamento com fome, e abatidos pela retirada de Tawny e separação de Ryan. Faltando poucos dias para o fim do desafio, eles resolvem ir para perto do ponto de resgate. No meio da noite Ryan passa mal devido as frutas que ingeriu e é também retirado da competição. No meio da viagem pela manhã, os sete restantes encontram uma árvore frutífera e colhem algumas frutas para si. Stacey come apenas uma sentindo que poderia fazer mal como na outra vez. O restante dos competidores chegam a um novo local ond Ryan estava acampado. Steven e Jake tentam procurar Ryan e encontram sua câmera, eles descobrem que Ryan saiu da competição ao ingerir as mesmas frutas que eles. Ao avisar o grupo, pouco depois Phaedra e Jake passam mal, Phaedra é medicada e por seguinte Jake. No meio da noite Kim também passa mal e é levada para a enfermaria, os médicos forçam Phaedra a deixar o desafio junto de Kim. Pela manhã Jake é liberado e pouco tempo antes de o desafio acabar, Jake também é forçado a desistir. Steven consegue ajudar o grupo levando comida para eles. Por fim Alyssa, Darrin, Stacey e Steven seguem até o ponto de resgate e completam o desafio.

### Temporada 3 (2017)
A terceira temporada acontece na Amazônia Equatoriana. Os participantes são:
- Amber Hargrove, que competiu em Everglades (EUA) e na Namíbia
- Charlie Frattini, que competiu na Colômbia - Saiu por problemas médicos.
- Fernando Calderón, que competiu na Malásia
- Giovanna Horning, que competiu no Equador
- Lacey Jones, que competiu em Belize - Retirada por problemas médicos.
- Matt Alexander, que competiu nas Filipinas - Saiu por escolha própria.
- Matt Wright, que competiu na Tailândia - Retirado por problemas médicos.
- Russell Sage, que competiu no Panamá - Saiu por escolha própria.
- Shannon Kulpa, que competiu em Trinidad
- Chance Davis, que competiu no Equador (se juntou ao grupo no dia 20)

Resultados: Assim como nas outras temporadas, houve uma separação de grupos. As equipes são formadas por: Amber, Giovanna e Lacey; Matt A., Shannon e Fernando; Charlie, Russell e Matt W. Logo no primeiro dia Charlie sai do desafio pois rompeu o tendão do joelho ao escorregar na floresta e, logo após, ainda no segundo dia Matt A. desiste do desafio por não encontrar comida. O grupo feminino entra em conflito pois nem todas estão de acordo em gastar energia procurando proteína. Matt W. consegue caçar um porco e garante comida para ele e para Russell por dias. Em uma decisão perigosa Lacey, Amber e Giovanna decidem caçar à noite no lago. Fernando e Shannon entram em um impasse sobre se mudar, pois Shannon afirma que não tem a energia necessária para isso, devido a falta de comida e privação de somo. Lacey também escorrega, se machuca e é retirada do desafio. Durante uma tempestade dois abrigos quase são atingidos por raios. Russell e Matt W. decidem se mudar e acabem chegando ao abrigo de Amber e Giovanna e, logo que chegam as ajudam a pescar. Shannon e Fernando decidem se mudar e chagam ao acampamento do outro grupo. Matt W. pisa em um espinho e acaba pegando um infecção bacteriana e é retirado do desafio. Após a saída de Matt o grupo encontra Chance e Melissa que estão participando do desafio de 21 dias e Chance decide se juntar ao grupo nos 20 dias restantes do desafio. As mulheres começam a se incomodarem com Russell e a tensão no grupo aumenta. O grupo se divide homens x mulheres. Após mais de 35 horas de tempestade, Russell desiste do desafio. Chance entra em conflito com o grupo. Os 5 participantes restantes, Amber, Chance, Giovanna, Fernando e Shannon, fazem uma jornada de 2 dias para o resgate e completam o desafio.

### Temporada 4 (2018)
A quarta temporada também acontece na África do Sul. Os participantes são:
- Clarence Gilmer II, que competiu em Honduras e em Largados e Pelados: A Tribo 2 na África do Sul - Retirado por problemas médicos.
- Dustin "Duck" Campbell, que competiu em Belize - Saiu por escolha própria.
- Gary Golding, que competiu no Brasil
- Jeremy McCaa, que competiu nas Filipinas e nos pântanos da Louisiana (EUA) - Saiu por escolha própria.
- Kaila Cummings, que competiu na Colômbia
- Lacey Jones, que competiu em Belize e em Largados e Pelados: A Tribo 3 no Equador - Saiu por escolha própria.
- Lindsey Leitelt, que competiu na Namíbia
- Matt Wright, que competiu na Tailândia e em Largados e Pelados: A Tribo 3 no Equador
- Melanie Rauscher, que competiu nos pântanos da Louisiana (EUA) - Saiu por escolha própria.
- Melissa Miller, que competiu no Equador
- Sarah Danser, que competiu nas Bahamas
- Shane Lewis, que competiu na Costa Rica e em Largados e Pelados: A Tribo 1 na Colômbia
- Trent Nielsen, que competiu em Belize

Resultados: As equipes são formadas por: Duck, Melanie e Sarah; Jeremy, Trent e Gary; Melissa, Kaila e Lindsey; pelos veteranos Lacey, Clerence e Shane; e Matt começa o desafio sozinho. Todos os grupos se dedicam a fazer um boma para se protegerem dos animais selvagens. Vendo que a equipe feminina cogitam a possibilidade de deixar para terminar no dia seguinte, uma produtora vai até o acampamento informar que pouco tempo antes, dois caçadores ilegais foram achados mortos atacados por dois leões. No segundo dia, Melanie já começa a sofrer de insolação. Melissa, Lindsey e Kaila pescam peixes com arco e flecha. Lacey e Clerence encontram um animal morto recentemente e decidem levar para o acampamento para se alimentarem. Jeremy comça a passar mal por conta do que comeu. Após ser picado por um escorpião, a saúde de Clerence fica comprometida e ele é obrigado a deixar o desafio. Duck se arrisca e entra no meio da zona de caça dos animais à noite, e fica numa situação perigosa. Todos os grupos sofrem com uma tempestade. Sem conseguirem se alimetarem desde o ínicio do desafio o grupo de Duck, Melanie e Sarah decidem procurar um novo lugar para ficar. Jeremy continua sofrendo com o fato de não conseguir se alimentar e, enquanto isso, a decisão de Gary de cuidar mais do fogo do que de melhorar o boma, deixa Trent frustrado. Com o abrigo destruído pelos efeitos da tempestade, o grupo feminino decide fazer outro boma um pouco mais afastado do local que estavam. O gupo de Duck chega até onde está o grupo masculino, Melanie e Jeremy se reencontram, e os dois grupos juntam forças. Com saudade da família, Duck decide deixar o desafio. Todos sofrem com uma chuva de granizo. A situação do estômago de Jeremy faz ele desistir. A tensão aumenta entre o grupo maior. Após comerem sapos, todo o grupo maior passa mal. Uma tensão surge entre Shane e Lacey. Durante uma caçada, Trent e Lacey se encontram, e o grupo maior decide se juntar ao acampamento de Lacey e Shane. O grupo feminino sai em uma caçada de animais grandes. Matt abandona o acampamento e vai para o de Duck, Sarah e Melanie. Após sofrer os efeitos de uma insolação e as palavras duras de Lacey, Melanie decide deixar o desafio. O grupo maior decide se mudar e acabam chegando ao acampamento feminino, e todos decidem unir forças. Lacey se desentende com o grupo. Após uma tempestade, que destruiu a fonte de alimento, o grupo decide se mudar para uma área mais rica em recursos e mais perto do local de resgate, mas Lacey decide construir um boma separado do grupo. A contragosto do grupo, Gary e Sarah decidem ir atrás da carne de um animal morto recentemente, causando uma tensão no grupo. Enquanto isso, Matt acha o grupo e se junta a eles, trazendo carne seca e causando um confronto com Gary. Após os conflitos com o grupo, Lacey decide ir embora. A tensão entre Gary e o grupo aumenta. A inabilidade dos caçadores conseguirem pegar um animal geral uma divisão no grupo. Matt consegue caçar um animal grande e alimenta o grupo nos últimos dias do desafio. Kaila e Lindsey também conseguem um animal grande e o grupo fica com excesso de carne. Os 8 sobreviventes restantes usam os últimos dias para se prepararem para o resgate. Após uma longa jornada para o ponto de resgate em baixa temperatura, o grupo consegue concluir o desafio.

### Temporada 5 (2019)
A quinta temporada acontece em Palawan, nas Filipinas. Os participantes são:
- Angela Hammer, que competiu no Panamá e na África do Sul
- Charlie Frattini, que competiu na Colômbia e em Largados e Pelados: A Tribo 3 no Equador - Saiu por problemas médicos.
- Christina McQueen, que competiu em Quintana Roo (MEX) - Saiu por problemas médicos.
- Dustin "Duck" Campbell, que competiu em Belize e em Largados e Pelados: A Tribo 4 na África do Sul - Saiu por escolha própria.
- Duke Brady, que competiu na Flórida (EUA)
- Gabrielle Balassone, que competiu na África do Sul e no Mississippi (EUA)
- James Lewis, que competiu na Nicarágua
- Jeff Zausch, que competiu em Madagascar e em Largados e Pelados: A Tribo 1 na Colômbia
- Laura Zerra, que competiu no Panamá, na Amazônia (PER), em Largados e Pelados: A Tribo 1 na Colômbia e no Alasca (EUA)
- Manu Toigo, que competiu no Panamá - Saiu por escolha própria.
- Max Djenohan, que competiu duas vezes no Panamá
- Nicole Terry, que competiu na Nicarágua
- Rylie Parlett, que competiu em Honduras
- Russell Sage, que competiu no Panamá e em Largados e Pelados: A tribo 3 no Equador - Retirado por problemas médicos.

Resultados: Espalhados por 130 km² de oceano, os participantes entram no desafio em quatro trios: Duke, James e Gabrielle; Manu, Rylie e Christina; Angela, Max e Nicole  e; os veteranos de A Tribo, Charlie, Russell e Duck, buscam redenção e começam o desafio em uma ilha afastada da ilha principal. Jeff e Laura começaram o desafio 20 dias antes. Depois de iniciar a jornada no mar, Laura e Jeff não conseguem chegar na ilha antes do anoitecer e decidem esperar o dia amanhecer em uma rochas vulcânicas a 6,5km da ilha principal. Após esperar a maré baixar, o trio masculino sai da ilha menor nadando 3km em direção à praia. Todos os grupos estão locados ao longo da faixa de praia a 5km um do outro. Ao não encontrarem alimento e temperaturas escaldantes, o trio feminino decide mudar de lugar, mas Manu e Rylie entram em conflito por não concordarem com a abordagem de cada uma a respeito de como fazer essa mudança: Manu quer ir nadando e Rylie quer ir andando pela mata. Todos os grupo sofrem com uma tempestade repentina. O trio feminino decide ir pela mata e acabam chagando ao acampamento de Jeff e Laura mas eles decidem não se juntarem ao trio. Por falta de recursos, Charlie, Duck e Russell decidem se mudar e chegam ao acampamento de Max, Angela e Nicole. Manu e Rylie tentam acertar as diferenças. Devido a preocupações em casa, Manu decide deixar o desafio. Laura e Jeff decidem ir pescar no mar aberto com o barco, mas são surpreendidos por uma tempestade de raios. Duke, Danielle e James fazem uma balsa para nadarem em mar aberto para ir para outro local, devido a escassez de alimento no atual acampamento, mas são surpreendidos por um tubarão. Max decide ir sozinho até o outro lado da praia para buscar cocos, usando apenas uma balsa, encarando o mar aberto e se arriscando entre tubarões. Gabrielle, Duke e James finalmente chegam à praia e encontram o acampamento de Laura e Jeff, mas vazio pois foram pescar em mar aberto. Rylie e Christina se desentendem após perderem a pederneira. Ao voltarem, Jeff e Laura são surpreendidos com o trio no acampamento e Jeff faz questão de deixar claro que pretendem continuar apenas os dois. Após fortes dores e pressão baixa, Christina é diagnosticada com infecção urinária e obrigada a deixar o desafio. James, Gabrielle e Duke encontram Rylie na praia e decidem unir forças. O grupo maior decide se mudar de local pela falta de comida mas, diferente dos outros grupos, decidem ir mata adentro até um sistema de cavernas. Jeff e Laura também decidem ir mais para dentro da floresta e convidam Gabrielle, Duke, James e Rylie para irem com eles até o outro lado do sistema de cavernas, porém cada equipe com o próprio abrigo. Charlie se desentende com a equipe. Após uma longa caminhada, Charlie acaba encontrando as outras equipes. A tensão entre as equipes vizinhas aumenta. Após ser picado por uma cobra, Russell é obrigado a deixar o desafio. As equipes decidem ir juntas para mais perto do local de resgate. O grupo faz uma jornada longa até encontrarem uma caverna, mas Charlie tem muita dificuldade de completar a caminhada. Devido à exaustão, a saúde de Charlie piora e ele precisa deixar o desafio e Duck, em uma atitude nobre, decide deixar o desafio junto com Charlie. Após uma promessa de Laura à Charlie, ela e Jeff decidem se juntar aos outros em um grupo único. Nicole e James conseguem proteína substancial para todo o grupo antes de seguirem para o próximo lugar mais perto do local de resgate. Jeff, Laura, Max, Nicole, James, Angela, Gabrielle, Duke e Rylie iniciam a jornada até a praia e, quando chegam, começam a construir uma jangada para ir até o ponte de resgate, em mar aberto, e completar o desafio.

### Temporada 6 (2020)
A sexta temporada também acontece na África do Sul. Dessa vez, se algum participante não estiver contribuindo com o sucesso da sobrevivência do grupo, ele pode ser expulso pelos demais. Os participantes são:
- Bulent Garcan, que competiu na Colômbia e no México
- Dawn Dussault, que competiu em Montserrat - Saiu por escolha própria.
- Gwen Grimes, que competiu no México
- Jonathan Bonessi, que competiu nas Filipinas
- Joshua Bell, que competiu na Nicarágua - Saiu por escolha própria.
- Kate Wentworth, que competiu no Panamá - Saiu por escolha própria.
- Makani Nalu, que competiu no Equador - Saiu por escolha própria.
- Ryan Eacret, que competiu na África do Sul - Retirado por condições médicas.
- Sarah Bartell, que competiu no Equador
- Seth Reece, que competiu no Panamá - Saiu por escolha própria.
- Suzänne Zeta, que competiu no Brasil
- Wes Harper, que competiu no Brasil - Saiu por problemas médicos.

Resultados: Em 180 km² de terras antigas, os participantes entram no desafio em quatro duplas: Wes e Gwen; Dawn e Suzänne; Makani e Bulent e; Jon e Sarah. Enquanto isso, 4 desistentes do desafio de 21 dias, começam o desafio sozinhos. Seth chega na equipe de Dawn e Suzänne; Kate chega na equipe de Makani e Bulent; Joshua chega na equipe de Wes e Gwen e; Ryan chega na equipe de Jon e Sarah. Gwen e Wes se incomodam com a falta de trabalho em equipe de Josh. Após uma noite tumultuada com a aproximação de animais ao boma, Dawn decide deixar o desafio no 2º dia. Pela falta de produtividade de Josh, ele é banido do grupo e, logo em seguida, decide deixar o desafio. Kate se desentende com Bulent e Makani e, após a piora da relação entre eles, Kate decide se banir do grupo e sobreviver sozinha. Após comerem babosa, Wes e Gwen passam mal. Um vendaval castigas os sobrevivencialistas. Kate decide se mudar novamente de local e acaba chegando no acampamento de Wes e Gwen, mas após dois dias, ela decide deixar o desafio. Após um conflito de estilos, Makani decide se separar de Bulent, deixando-o sozinho, o que o agrada. Ela chega no acampamento de Seth e Suzänne, mas após sofrer com a insolação, desnutrição e desmaio durante o atendimento médico, ela decide deixar o desafio. Após a queda dos recursos perto do abrigo, Ryan decide sair só, para procurar mais recursos, e voltar em dois dias. Bulent continua prosperando. Ryan chega ao acampamento de Wes e Gwen, que o ajudam a caçar um animal grande. Depois de a relação entre Seth e Suzänne piorar, ela decide deixá-lo sozinho e procurar outra fonte de água, chegando até o acampamento de Jon e Sarah. Logo após, Ryan volta ao acampamento e convence a todos a se mudarem para o acampamento de Wes e Gwen. Depois de perceber que a fonte de água está secando, Bulent decide procurar outra e acabando chegando ao acampamento de Seth, mas decide continuar sozinho. Os participantes são atingidos por uma onde de calor, fazendo Seth ter uma insolação e ser obrigado a desistir. Wes abate o terceiro animal de grande porte. Por causa de uma obstrução intestinal, Wes é retirado do desafio. Por causa da falta de sono, causada pela intensa atividade na lagoa onde está Bulent, ele decide ir para um lugar mais próximo do ponto de resgate. Após a perda de foco e sinais de um início de depressão, a produção decide que é melhor Ryan deixar o desafio. Bulent chega ao acampamento dos demais, mas decide fazer outro boma para ele, porém ficar no grupo. Depois de não funcionar a cooperação entre ele e os outros sobrevivencialistas, Bulent é banido e ele decide ir para a fonte de água mais próxima do local do resgate. Uma forte tempestade atinge os competidores na última noite. Enquanto Bulent já está mais adiantado, o  grupo maior começa a jornada até o ponto de resgate apenas no dia 40, contudo, chegam primeiro ao local e os cinco conseguem completar o desafio.  

### Temporada 7 (2021)
A sétima temporada acontece nos pântanos da Bacia de Atchafalaya na Louisiana, Estados Unidos. Dessa vez, os sobrevivencialistas deverão encarar um desafio de 60 dias. Os participantes são:
- Amber Hargrove, que competiu em Everglades (EUA), na Namíbia e em Largados e Pelados: A Tribo 3 no Equador - Retirada por condições médicas.
- EJ Snyder, que competiu na Tanzânia, na Amazônia (PER), em Largados e Pelados: A Tribo 1 na Colômbia e na Bulgária
- Gary Golding, que competiu no Brasil, em Largados e Pelados: A Tribo 4 na África do Sul, na África do Sul e em Belize - Saiu por problemas médicos.
- Jeff Zausch, que competiu em Madagascar, em Largados e Pelados: A Tribo 1 na Colômbia, em Largados e Pelados: A Tribo 5 nas Filipinas e nas Bahamas
- Lacey Jones, que competiu em Belize, em Largados e Pelados: A Tribo 3 no Equador, em Largados e Pelados: A Tribo 4 na África do Sul e na África do Sul - Saiu por escolha própria.
- Matt Wright, que competiu na Tailândia, em Largados e Pelados: A Tribo 3 no Equador, em Largados e Pelados: A Tribo 4 na África do Sul, na África do Sul e nas Bahamas
- Max Djenohan, que competiu duas vezes no Panamá, em Largados e Pelados: A Tribo 5 nas Filipinas e na África do Sul
- Ryan Holt, que competiu em Everglades (EUA), em Largados e Pelados: A Tribo 2 na África do Sul, nas Bahamas e na África do Sul
- Rylie Parlett, que competiu em Honduras, e em Largados e Pelados: A Tribo 5 nas Filipinas
- Sarah Danser, que competiu nas Bahamas, em Largados e Pelados: A Tribo 4 na África do Sul e no México - Saiu por escolha própria.
- Steven Lee Hall Jr, que competiu no Alabama (EUA), em Largados e Pelados: A Tribo 2 na África do Sul, nas Bahamas e no Alasca (EUA)
- Suzänne Zeta, que competiu no Brasil, em Largados e Pelados: A Tribo 6 na África do Sul e no Equador - Saiu por escolha própria.

Resultados: Em uma área de 260 km² de pântano, os participantes entram no desafio em quatro trios: Matt, Rylie e Ryan; Jeff, Steven e Lacey; Max, Amber e Gary e; EJ, Sarah e Suzänne. Na primeira noite, todos os grupos são atacados por mosquitos. Gary se arrisca nadando com os aligátores por perto. Jeff, Steven e Lacey têm o acampamento inundado durante a noite e, por isso, decidem ir para um lugar mais alto. EJ  e Suzänne entram em atrito em relação a construção do abrigo. Jeff e Matt contraem a mesma infecção. Lacey luta com seus pensamentos e, devido à privação de sono e ao frio, ela decide deixar o desafio. Matt, Ryan e Rylie conseguem capturar o primeiro aligátor do desafio. Começa a temporada de inverno nos pântanos. Os sobrevivencialistas sofrem com o vento frio. Após um confronto com uma cobra venenosa e a privação de sono, Suzänne, decide deixar o desafio. Max e Gary discutem em relação à melhora do abrigo. Matt, Rylie e Ryan prosperam durante as noites frias. Max, Amber e Gary conseguem capturar um aligátor. Sarah e EJ sofrem com o frio e com a falta de comida. A infecção de Matt volta. Sarah não aguenta o frio dos pântanos e decide ir embora, deixando EJ sozinho. Ryan desenvolve a mesma infecção de Matt, impossibilitando-os de caçar, deixando para Riley a função de conseguir comida. Jeff e Steven conseguem capturar um aligátor. Garry se arrisca comendo carne com larvas. Após apresentar sintomas de trombose na perna e, por histórico antigo, a equipe médica decide retirar Amber do desafio, deixado Max e Gary sem a principal provedora da equipe. Após um período sem fonte de proteína substancial, Matt, Rylie e Ryan conseguem capturar mais um aligátor. Depois de conseguir pegarem mel e os recursos ficarem escassos, Max e Gary resolvem construir uma jangada e buscar novos recursos em outro lugar. Após tentar fazer um píer para pesca, EJ sofre uma queda de um tronco e sofre um ferimento no pênis, precisando levar pontos. Depois de algumas horas remando no pântano, Max e Gary chegam ao acampamento de EJ e se juntam a ele no desafio. Devido a infecção de Matt e Ryan, a equipe resolve construir uma ponte para poder atravessar o pântano até a outra margem em busca de melhores recursos. Depois de ficarem expostos a ursos perigosos, Jeff e Steven decidem migrar para outro local e após dois dias chegam ao acampamento de Matt, Ryan e Rylie. Max, Gary e EJ conseguem capturar um aligátor. Jeff e Steven se instalam em um acampamento ao lado do acampamento de Matt, Ryan e Rylie, porém, as ações barulhentas da dupla prejudicam a busca por comida do trio. Logo após a captura de um aligátor, os hábitos alimentares duvidosos de Gary e o fato de seus olhos terem entrado em contado direto com os olhos do aligátor capturado, seu estado de saúde piora consideravelmente, e ele se vê obrigado a desistir do desafio. O inverno chega trazendo desafios para os sobrevivencialistas. Max e EJ decidem se mudar para um local mais perto do ponto de extração, em uma canoa confeccionada a partir de um tronco inteiro. Matt, Ryan, Rylie, Steven e Jeff decidem unir forças e juntos partirem para um local mais perto do ponto de extração, e acabam chegando ao mesmo local que Max e EJ se acomodaram. Todo o grupo decide unir forças para terminar o desafio. O grupo têm dificuldade de conseguir comida. No penúltimo dia o grupo constrói uma jangada para ir para o local de extração. No dia 60, os 7 sobrevivencialistas seguem para o ponto de extração nas embarcações construídas para completar o desafio. 

### Temporada 8 (2022)
A oitava temporada se passa na Amazônia peruana e se chama Largados e Pelados: A Tribo - Próximo Nível. Durante esta temporada, quatro veteranos de Largados e Pelados tentam um desafio épico de 60 dias enquanto lideram uma nova geração de sobreviventes embarcando em seus primeiros 40 dias. Os participantes são:
- Amber Hargrove, que competiu em Everglades (EUA), na Namíbia, em Largados e Pelados: A Tribo 3 no Equador e em Largados e Pelados: A Tribo 7 nos pântanos da Louisiana (EUA)
- Dan Link, que competiu duas vezes no México
- EJ Snyder, que competiu na Tanzânia, na Amazônia (PER), em Largados e Pelados: A Tribo 1 na Colômbia, na Bulgária e em Largados e Pelados: A Tribo 7 nos pântanos da Louisiana (EUA)
- Gary Golding, que competiu no Brasil, em Largados e Pelados: A Tribo 4 na África do Sul, na África do Sul, em Belize e em Largados e Pelados: A Tribo 7 nos pântanos da Louisiana (EUA) - Saiu por problemas médicos.
- Jamie Frizzell, que competiu na África do Sul - Saiu por escolha própria.
- Jeff Zausch, que competiu em Madagascar, em Largados e Pelados: A Tribo 1 na Colômbia, em Largados e Pelados: A Tribo 5 nas Filipinas, nas Bahamas e em Largados e Pelados: A Tribo 7 nos pântanos da Louisiana (EUA).
- Jen Taylor, que competiu na Guiana e na Bulgária
- Kaila Cumings, que competiu na Colômbia e em Largados e Pelados: A Tribo 3 na África do Sul - Saiu por escolha própria.
- Lisa Hagan, que competiu nas Bahamas - Saiu por escolha própria.
- Matt Wright, que competiu na Tailândia, em Largados e Pelados: A Tribo 3 no Equador, em Largados e Pelados: A Tribo 4 na África do Sul, na África do Sul, nas Bahamas e em Largados e Pelados: A Tribo 7 nos pântanos da Louisiana (EUA)
- Steven Lee Hall Jr.,  que competiu no Alabama (EUA), em Largados e Pelados: A Tribo 2 na África do Sul, nas Bahamas, no Alasca (EUA) e em Largados e Pelados: A Tribo 7 nos pântanos da Louisiana (EUA)
- Rod Biggs, que competiu na África do Sul - Retirado por problemas médicos.
- Trish Bulinsky, que competiu na Colômbia
- Tim Phillips, que competiu na África do Sul - Saiu por escolha própria.
- Waz Addy, que competiu na Flórida (EUA)

Resultados: Em um afluente esquecido do rio Amazonas, os sobrevivencialistas começam o desafio em quatro grupos de três pessoas: Steven lidera o primeiro grupo com Lisa e Tim; Gary lidera o segundo grupo com Rod e Waz; Kaila lidera o terceiro grupo com Dan e Jamie; Amber lidera o quarto grupo com Jen e Trish. As equipes começam construindo os abrigos. Logo no primeiro dia, Amber, por razões desconhecidas, não se sente bem. Após sofrer com os mosquitos à noite e ficar com os pés inchados, Jamie decide deixar o desafio. Depois de entrar em contato com a seiva de uma árvore venenosa, Gary é obrigado a desistir do desafio para receber atendimento médico no hospital. As equipes sofrem com a chuva. Sofrendo com os insetos à noite, Tim e Lisa resolvem desistir do desafio, deixando Steven sozinho na floresta amazônica. Kaila sofre após queimar o pé no carvão. Não aguentando a dor e o inchaço no pé, Kaila decide deixar o desafio, deixando Dan sozinho. Preocupados com a quantidade exorbitante de mosquitos nessa época na Floresta Amazônica e a possível transmissão de doenças, a produção decide entregar um mosqueteira para cada equipe do desafio. Depois de se alimentar de um peixe mal assado, Rod tem sérios problemas estomacais e a produção decide retirá-lo do desafio, sendo o quinto participante a abandonar o desafio ainda na primeira semana. Os sobrevivencialistas sofrem com as fortes chuvas. Andando pela floresta, Dan encontra o acampamento de Waz e o convida para ficar com ele no seu abrigo. Cresce a tensão entre Amber e Trish. Dan e Waz conseguem capturar uma enguia. Amber e Trish resolvem as diferenças para trabalharem em equipe. A equipe feminina consegue capturar um jacaré. Dan e Waz conseguem capturar um tamanduá. Amber, Trish e Jen capturam outro jacaré. No dia 21, EJ, Matt e Jeff entram no desafio. Matt chega ao acampamento de Waz e Dan, EJ chega ao acampamento de Steven e Jeff chega ao acampamento feminino. Amber e Jen capturam outro jacaré filhote. A tensão volta a aumentar entre Amber e Trish. Depois de esgotarem os recursos ao redor do acampamento, Steven e EJ decidem procurar outro lugar para construir abrigo, e acabam chegando ao antigo acampamento da equipe masculina. Depois de ficar doente por 9 dias seguidos, desde que chegou, a equipe médica decide retirar Jeff do desafio. Amber decide seguir a jornada sozinha e deixa o acampamento de Trish e Jen e após uma longa jornada de caminha ela chega ao novo acampamento de Steven e EJ. Matt convida Waz e Dan a completarem o desafio de 60 dias. Jen e Trish têm dificuldades de encontrar comida.  Amber, EJ e Steven prosperam. Os sobrevivencialistas enfrentam uma tempestade. Jen e Trish completam o desafio de 40 dias. Matt, Dan e Waz capturam um jacaré. EJ decide ir sozinho caça um grande animal durante alguns dias, deixando Amber e Steven no acampamento e durante a jornada, ele acaba chagando ao acampamento da outra equipe. Devido ao cansaço, EJ pede que os outros participantes busquem Amber e Steven no outro acampamento para todos se juntarem na reta final do desafio. Com os recursos começando a se esgotarem, Matt e Steven saem pra caçar em um lugar mais longe durante alguns dias. Com o final do desafio se aproximando, o grupo constrói uma jangada para ir para o local de extração. Após uma longa jornada remando para o ponto de resgate, o grupo consegue concluir o desafio.

### Temporada 9 (2022)
A nona temporada se passa nas congeladas Montanhas Rochosas de Montana, EUA, e se chama Largados e Pelados: A Tribo - Frozen.  Por causa do frio extremo, os participantes receberam peles de animais para usar/vestir e a duração do desafio foi de 14 dias em vez de 40. Os participantes são:
- Gabrielle Balassone, que competiu na África do Sul, no Mississippi (EUA) e em Largados e Pelados: A Tribo 5 nas Filipinas
- Jake Nodar, que competiu na Amazônia (COL), em Largados e Pelados: A Tribo 2 na África do Sul e nos pântanos da Flórida (EUA)
- Jeremy McCaa, que competiu nas Filipinas, nos pântanos da Louisiana (EUA) e em Largados e Pelados: A Tribo 4 na África do Sul
- Jermaine Jackson, que competiu no Tennessee (EUA)
- Joe Ortlip, que competiu em Montana (EUA) - Retirado por condições médicas.
- Ky Furneaux, que competiu nos pântanos da Louisiana (EUA) e nas Bahamas
- Sara Burkett, que competiu no Panamá e no México - Retirada por condições médicas.
- Sarah Bartell, que competiu no Equador e em Largados e Pelados: A Tribo 6 na África do Sul
- Rod Biggs, que competiu na África do Sul e em Largados e Pelados: A Tribo 8, na Amazônia (PER) - Saiu por escolha própria.
- Trish Bulinsky, que competiu na Colômbia  e em Largados e Pelados: A Tribo 8, na Amazônia (PER)
- Waz Addy, que competiu na Flórida (EUA) e em Largados e Pelados: A Tribo 8, na Amazônia (PER)
- Wes Harper, que competiu no Brasil, em Largados e Pelados: A Tribo 6 na África do Sul e no Equador

Resultados: Espalhados na área montanhosa de Montana, os sobrevivencialistas são divididos em quatro grupos de três pessoas: Jake, Waz e Sara; Trish, Rod e Jeremy; Gabrielle, Ky e Joe e; Wes, Sarah e Jermaine. Por conta do frio extremo, as equipes já recebem peles de animais para vestir além de um abrigo inacabado. Os participantes sofrem com o frio. Depois de derreter neve para beber, Wes e Jermaine passam mal. Depois de sofrer com dores na costa depois de subir uma colina para cortar uma árvore, Rod decide deixar o desafio. Os participantes têm dificuldade de encontrar comida. Depois de um descuido, durante a pescaria, Gabby, Joe e Ky esquecem da fogueira e colocam fogo em uma árvore. No 7º dia, eles são a primeira equipe a conseguir uma comida substancial. Sarah e Jermaine se desentendem. Por causa da nevasca e das baixas temperaturas, a produção verifica os batimentos cardíacos a oxigenação de todos os participantes. Joe decide sair para explorar e caçar no meio da nevasca. No 9º dia, Jake encontra um coiote morto e assim sua equipe faz a primeira refeição substancial desde que começou o desafio. Jermaine, Sarah e Wes mantêm as suas refeições baseadas em comer cacto. Jeremy e Trish ainda não comeram. Porque a frequência cardíaca de Joe não diminui, a produção decide retirá-lo do desafio. Com falta de ar, febre e a saturação do organismo elevada, a produção decide retirar Sara, faltando três dias para o fim do desafio. Os participantes recebem a notícia de que um homem foi morto por um urso recém acordado da hibernação em uma área próxima aos acampamentos. Os sobrevivencialistas se preparam para iniciar a jornada em direção ao ponto de resgate. Durante a jornada, Wes, Sarah e Jermaine encontram Trish e Jeremy. Assim como as duplas formadas por Waz e Jake e por Gabby e Ky. Após uma longa jornada, os dois grupos chegam juntos ao ponto de extração, conseguindo completar o desafio.

### Temporada 10 (2024)
Uma nova safra de sobreviventes enfrenta seu primeiro desafio de tribos em Badlands, Colômbia, uma área repleta de insetos transmissores de doenças, cobras venenosas, onças-pintadas e jacarés de quase dois metro. Pela primeira vez, os sobreviventes devem percorrer 64 quilômetros em 40 dias. Os participantes são:
- Adam Kavanagh, que competiu na Namíbia
- Andrew Shayde, que competiu duas vezes na África do Sul, e em Largados, Pelados e Ilhados - Saiu por problemas médicos.
- Christopher James, que competiu no México e na África do Sul - Saiu por escolha própria.
- Cole Wilks, que competiu na África do Sul - Saiu por escolha própria.
- Heather Smith, que competiu na África do Sul, e em Largados, Pelados e Ilhados
- Kaiela Hobart, que competiu na África do Sul
- Lynsey McCarver, que competiu na África do Sul
- Malorie Romero, que competiu na Argentina
- Nathan Martinez, que competiu no Brasil
- Sam Mouzer, que competiu nos Estados Unidos - Saiu por escolha própria.
- Shell Armogida, que competiu na África do Sul
- Terra Short, que competiu na Zâmbia e no México

Resultados: Espalhados em uma área da Colômbia Central, os sobrevivencialistas são divididos em quatro grupos de três pessoas: Kaiela, Cole e Andrew; Christopher, Malorie e Shell; Nathan, Terra e Lynsey e; Heather, Adam e Sam. Com abrigos improvisados, as equipes sofrem na primeira noite com a chuva forte. Kaiela, Cole e Andrew sofrem com os insetos. Andrew corta profundamente o dedo. Ao cortar lenha, o facão escapa do controle e Terra sofre um corte profundo no punho, decidindo levar 11 pontos e continuar no desafio. Devido a dor extrema e o risco de infecção, Andrew resolve deixar o desafio. Sem aguentar os mosquitos e devido a privação e sono, Cole desiste, deixando Kaiela sozinha no desafio. No quarto dia, a equipe de Heather, Adam e Sam é a primeira  a conseguir capturar o primeiro jacaré do desafio. Depois de levar  algumas picadas de diversos insetos e ter reações alérgicas fortes, Chris fica preocupado com sua saúde e decide deixar o desafio. Sozinha, Kaiela consegue capturar um jacaré. Depois de sofrer diversas picadas de mosquitos e ter fortes reações alérgicas, Sam desiste do desafio. As atitudes de Terra causam tensão no grupo. Kaiela é a primeira sobrevivencialista a eixar seu abrigo e ir para mais próximo do ponto de resgate. Kaiela chega ao acampamento de Malorie e Shell. Os participantes sofrem com uma tempestade. A equipe feminina consegue capturar um jacaré. Nathan, Lynsey e Terra, deixam o acampamento em busca de uma nova fonte de água mais perto do ponto de extração. Terra se lesiona novamente. Heather e Adam descobrem que se alimentaram de peixes contaminados durante todo o desafio. Nathan, Lynsey e Terra capturam um jacaré. A equipe feminina captura outro jacaré. Heather e Adam deixam o acampamento em busca de uma ova fonte de água mais próxima do ponto de extração, e acabam chegando ao novo acampamento de Nathan, Lynsey e Terra e decidem unir forças. A equipe feminina decide se aproximar do ponto de extração, indo em direção à outra fonte de água. Por causa da escassez de recursos, o grupo maior decide se mudar para outra fonte de água mais próxima do ponto de resgate. Eles chegam ao acampamento feminino e todos se juntam em um só grupo para terminar o desafio. As mulheres conseguem capturar um jacaré. Alguns participantes sofrem com a exaustão e a desidratação. A tempestade castiga o grupo. No dia 39, os sobrevivencialistas iniciam uma caminhada de 30km até o ponto de extração. Após uma longa jornada até o ponto de resgate, depois de dois dias, o grupo consegue concluir o desafio.  